# Commelinaceae
Commelinaceae é uma família de angiospermas monocotiledônias dentre as 5 famílias de Commelinales, ordem que, juntamente com Zingiberales, Arecales e Poales, compõe o clado das Comelinídeas. 
A família Commelinaceae conta com 38 gêneros e por volta de 620 espécies, sendo amplamente distribuídas desde regiões tropicais até faixas de ambientes temperados da América, Europa e Leste da Ásia. No Brasil essas espécies estão presentes em todos os domínios, sendo até mesmo encontradas na caatinga, apesar de serem associadas preferencialmente a ambientes úmidos. 

## Modo de Vida
Membros de Commelinaceae são ervas perenes ou anuais, apresentando as vezes hábito de epífitas. Elas podem ser pequenas ou grandes, sendo muitas vezes suculentas, apresentando caules engrossados com células de mucilagem ou canais com rafídeos.

## Morfologia

### Raízes
As raízes de Commelinaceae são fibrosas ou tuberosas. 

### Caule
Membros da família apresentam caules divididos em nós e entrenós bem delimitados. Segundo Tomlinson , o caule apresenta um córtex estreito, sem vascularização, um cilindro central e frequentemente envolvido por esclerênquima, com um sistema longitudinal de feixes vasculares que se conectam à região nodal e formam o plexo nodal.

### Folhas
As folhas de Commelinaceae são em geral alternas, podendo ser dísticas ou espiraladas, simples, inteiras com venação paralelinérvea. São em muitos aspectos similares às folhas de gramíneas, mas diferem destas por apresentarem em geral bainha fechada, serem aliguladas e suculentas.
As folhas jovens em geral possuem suas metades da lâmina foliar enroladas em direção à nervura média (prefoliação involuta), que é mais proeminente. Seus estômatos são tetracíclicos. 
Os tricomas vegetativos variam muito ao longo da família, tanto na sua forma quanto na sua posição ao longo da planta. Quanto a localização, suas folhas em geral apresentam uma série de tricomas na margem, sendo mais desenvolvidos próximos à região da bainha. Os caules em Commelinaceae podem variar desde caules glabros (sem pelos) até caules completamente pilosos. Em alguns membros da família os tricomas da folha formam uma linha paralela ao eixo caulinar, ocorrendo na região da bainha oposta à lâmina da folha onde houve a fusão das margens. Esta fileira muitas vezes se estende ao longo da região do entrenó do caule.

### Inflorescência
As inflorescências são terminalis e/ou axilares, com brácteas foliáceas ou espatáceas (similares a espatas de Araceae). 

### Flores
As flores do grupo são em geral bissexuadas, heteroclamídeas (com diferenciação entre cálice e corola), actinomórficas ou zigomórficas, com ausência de nectários. 
O cálice é composto de 3 sépalas, comumente livres, mas podendo ser as vezes unidas, imoricadas ou com estivação aberta. 
A corola, geralmente efêmera, é composta de 3 pétalas imbricadas, livres ou unidas, deliquescentes, em geral azuis ou rosas. Muitas vezes uma das pétalas é reduzida e/ou apresenta diferente coloração, com enrugamento próximo ao botão. 
As flores apresentam em geral 6 estames (as vezes 3), dispostos em 2 séries, com filetes finos, livres a epipétalos (estames unidos às pétalas) e frequentemente com tricomas moniliformes conspícuos (pelos arredondados). 
As anteras apresentam deiscência longitudinal, as vezes polos apicais. Seus grãos de pólen são as vezes monossulcados. 
O gineceu apresenta um ovário súpero, sincárpico (com carpelos unidos), com 2 a 3 lóculos, contendo 1 a vários óvulos por lóculo, e placentação axial. O estigma é capitado e de fimbriado a trilobado. 

### Fruto
Geralmente o fruto se apresenta como uma cápsula deiscente ou raramente indeiscente, as vezes similar a uma baga. A semente possui um capuz cônico conspícuo, um hilo linear dorsal, lateral, semi-lateral ou terminal.  

## Gêneros
A família Commelinaceae é composta de 38 gêneros, sendo Commelina o gênero com maior número de espécies.
Aetheolirion; Amischotolype; Aneilema (65 spp.); Anthericopsis; Belosynapsis; Buforrestia; Callisia; Cartonema; Cochliostema; Coleotrype; Commelina (170 spp.); Cyanotis (50 spp.); Dichorisandra; Dictyospermum; Elasis; Floscopa; Geogenanthus; Gibasis; Gibasoides; Matudanthus; Murdannia (50 spp.); Palisota; Pollia; Polyspatha; Pseudoparis; Rhopalephora; Sauvallea; Siderasis; Spatholirion; Stanfieldiella; Streptolirion; Thyrsanthemum; Tinantia; Tradescantia (70 spp.); Tricarpelema; Triceratella; Tripogandra; Weldenia.

## Filogenia
Não há sustentações filogenéticas dentro da família, vez que as análises foram realizadas apenas com um marcador molecular e os autores não apresentam árvores de consenso.

## Distribuição Geográfica
A família Commelinaceae apresenta ampla distribuição geográfica, estando presente em climas tropicais, subtropicais e até mesmo regiões temperadas, sendo a maior biodiversidade encontrada na África.
No Brasil a família é representada por 13 gêneros nativos, e pode ser encontrada em todos os domínios, estando presente nos estados: 
Norte: Acre, Amazonas, Amapá, Pará, Rondônia, Roraima, Tocantins
Nordeste: Alagoas, Bahia, Ceará, Maranhão, Paraíba, Pernambuco, Piauí, Rio Grande do Norte, Sergipe
Centro-oeste: Distrito Federal, Goiás, Mato Grosso do Sul, Mato Grosso
Sudeste: Espirito Santo, Minas Gerais, Rio de Janeiro, São Paulo. 
O grupo apresenta larga tolerância ecológica em se tratando de habitat, o que justifica a colonização em diversos ambientes. 

## Importância Econômica
Membros da família podem ser usados como plantas ornamentais, medicinais, e algumas são consideradas plantas invasores. 
Muitas espécies, devido ao rápido crescimento vegetativo, são usadas para forração em jardins como plantas decorativas (ex: Tradescantia zebrina, Callisia repens). Algumas de suas espécies possuem flores com pétalas de cores vibrantes, como exemplo a erva-de-santa-luzia (Commelina erecta L.). 
O chá de Trapoeraba (Commelina benghalensis L.) é utilizado para fins medicinais, sendo muito frequente em regiões de caatinga, cerrado e amazônia, atuando como um potente diurético. 
Algumas Commelinaceaes também podem se tornar pragas em culturas, como exemplo a de arroz irrigado em Roraima, que teve sua produção afetada pelo rápido e elevado crescimento de Murdannia nudiflora L. 